# Кобец, Вячеслав Иванович
Вячеслав Иванович Кобец (род. 1 октября 1941) — советский хозяйственный, государственный и политический деятель.

## Биография
Родился 1 октября 1941 года на станции Расшеватка Новоалександровского района Ставропольского края. Член ВКП(б).
С 1965 года — на хозяйственной, общественной и политической работе. В 1965—2011 гг. — слесарь на заводе в Жданове, инженер в воинской части, инженер на горнообогатительном комбинате в Полярном, на партийной и административной работе, первый секретарь Чукотского окружкома КПСС, второй секретарь Магаданского обкома КПСС, председатель Магаданского облисполкома, председатель Магаданского областного Совета, заместитель генерального директора ЗАО «Магаданская золото-серебряная компания», первый заместитель главы администрации Магаданской области, руководитель Территориального агентства по недропользованию по Магаданской области.
В 1993 году награждён Почётной грамотой Президиума Верховного совета Российской Федерации.